# شالون (إزار)
شالون هي بلدية في إزار في جنوب شرق فرنسا.